# Лаґевники (Іновроцлавський повіт)
Лаґевники (пол. Łagiewniki, нім. Büttenhof) — село в Польщі, у гміні Крушвиця Іновроцлавського повіту Куявсько-Поморського воєводства.
Населення — 229 осіб (2011).
У 1975-1998 роках село належало до Бидгощського воєводства.

## Демографія
Демографічна структура станом на 31 березня 2011 року:
|          | Загалом | Допрацездатний вік | Працездатний вік | Постпрацездатний вік |
| -------- | ------- | ------------------ | ---------------- | -------------------- |
| Чоловіки | 109     | 20                 | 82               | 7                    |
| Жінки    | 120     | 22                 | 77               | 21                   |
| Разом    | 229     | 42                 | 159              | 28                   |